# Ассамблея Корсики
Ассамблея Корсики (фр. L'Assemblée de Corse, корс. Assemblea di Corsica) — избираемый коллегиальный орган Территориальной общности Корсика (фр. Collectivité Territoriale de Corse). Расположен в административном центре Корсики Аяччо в отеле Grand Hôtel d’Ajaccio et Continental.

## История
До 1975 года Корсика была департаментом региона Прованс — Альпы — Лазурный берег. 2 марта 1982 года был принят закон о правах и свободах коммун, департаментов и регионов. В соответствии с ним Корсика получила особый по сравнению с другими территориями Франции статус. 13 мая 1991 года регион Корсика был провозглашен самоуправляемой территорией — территориальная общность — с особым статусом, в результате чего он располагает большим объёмом полномочий в сравнении с другими французскими регионами. Предоставление острову особого статуса было связано прежде всего с мощным автономистским движением, существующим на острове.
В 1992 году в территориальной общности Корсика были сформированы три института:
- Исполнительный совет Корсики, осуществляющий функции исполнительной власти. Этим обеспечивается стабильность и последовательность, необходимая для управления делами территории;
- Ассамблея Корсики, совещательный законодательный орган с более широкими полномочиями, чем региональные советы на материке;
- консультативные советы при Ассамблее.

## Полномочия
В соответствии с законом, получившим название «статута Жокса» по имени занимавшего в то время пост министра внутренних дел социалиста Пьера Жокса, Региональный совет Корсики был заменён на Ассамблею Корсики, избираемую по тем же правилам, что и остальные региональные советы. Отличие ассамблеи от региональных советов заключается в обладании рядом дополнительных полномочий:
- право адресовать премьер-министру предложения, касающееся организации местного самоуправления на Корсике, с учётом возможных изменений в существующем законодательстве или его адаптации;
- право адресовать такие же предложения, относящиеся к экономическому, социальному и культурному развитию Корсики;
- право адресовать премьер-министру предложения, касающиеся функционирования служб государства на Корсике.

Премьер — министр обязан подтвердить получение и дать, в указанный им срок, обстоятельный ответ Ассамблее.
При Ассамблее действует два консультативных совета: экономический и социальный совет и совет по культуре, образованию и образу жизни. Они формируется из представителей соответствующих сфер деятельности.

## Терминология
Первоначально члены Ассамблеи Корсики назывались «территориальными советниками» со ссылкой на статус Корсики территориальная общность. Позже члены ассамблеи стали называться «советник Ассамблеи Корсики», либо в неофициальных и разговорной речи, просто «советник».

## Состав
Всего в Ассамблее 51 депутат, избираемые на шесть лет по пропорциональной избирательной системе в два тура. Чтобы пройти дальше первого раунда, кандидату требуется получить абсолютное большинство голосов, в то время как во втором туре достаточно относительного большинства.
| Партия | Партия       | Места | Изменение +/- |
| ------ | ------------ | ----- | ------------- |
|        | Левые        | 24    | +5            |
|        | Правые       | 19    | −5            |
|        | Регионалисты | 8     | -             |

### Выборы 2004 года
|  | Кандидат                 | Партия                                | Голоса (Первый раунд) | % (Первый раунд) | Голоса (Второй раунд) | % (Второй раунд) |
|  | ------------------------ | ------------------------------------- | --------------------- | ---------------- | --------------------- | ---------------- |
|  | Камиль де Рокка-Серра    | Союз за народное движение             | 20,155                | 14.59 %          | 35,628                | 25.05 %          |
|  | Эмиль Дзуккарелли        | Движение левых радикалов              | 17,906                | 12.96 %          | 26,434                | 18.59 %          |
|  | Эдмонд Симони            | Националистическая партия Корсики     | 16,772                | 12.14 %          | 24,652                | 17.34 %          |
|  | Поль Гиакобби            | Движение левых радикалов              | 14,477                | 10.48 %          | 21,562                | 15.16 %          |
|  | Доминик Буччини          | Французская коммунистическая партия   | 9,147                 | 6.62 %           | 11,811                | 8.31 %           |
|  | Хосе Росси               | Движение левых радикалов              | 8,804                 | 6.37 %           | 11,094                | 7.8 %            |
|  | Симон Ренучч             | Социал-демократическая партия Корсики | 8,018                 | 5.8 %            | 11,025                | 7.75 %           |
|  | Оливьер Мартинели        | Национальный фронт (Франция)          | 6,181                 | 4.47 %           | -                     | -                |
|  | Туссен Лучани            | Левое крыло регионалистов             | 6,055                 | 4.38 %           | -                     | -                |
|  | Pierre-Philippe Ceccaldi | Правое крыло регионалистов            | 5,637                 | 4.08 %           | -                     | -                |
|  | Жером Полверини          | Союз за народное движение             | 4,568                 | 3.31 %           | -                     | -                |
|  | Жан Луис Албертини       | Прочие правые                         | 4,429                 | 3.21 %           | -                     | -                |
|  | Жан Луис Лучани          | Прочие левые                          | 3,860                 | 2.79 %           | -                     | -                |
|  | Поль-Феликс Бенедетти    | Регионалы                             | 3,021                 | 2.19 %           | -                     | -                |
|  | Жан-Лук Чиаппини         | Регионалисты                          | 2,612                 | 1.89 %           | -                     | -                |
|  | Марк Сиабрини            | Французская социалистическая партия   | 2,541                 | 1.84 %           | -                     | -                |
|  | Мари-Луи Оттави          | Союз за французскую демократию        | 2,109                 | 1.53 %           | -                     | -                |
|  | Винсен Карлотти          | Французская социалистическая партия   | 1,097                 | 0.79 %           | -                     | -                |
|  | Серж Вандепорт           | Крайне левый регионалист              | 800                   | 0.58 %           | -                     | -                |
|  | Всего                    |                                       | 138,189               | 100.00 %         | 142,206               | 100.00 %         |

### Председатель Ассамблеи
Президенты Ассамблеи Корсика
- 1974—1979 — Франсуа Гиабби (Партия республиканцев, радикалов и радикал-социалистов — ПРРС)
- 1979—1982 — Жан Филиппи (ПРРС)
- 1982—1984 — Проспер Алфонси (Движение левых радикалов)
- 1984—1998 — Жан Поль де Росса-Серра (Объединение в поддержку республики)
- 1998—2004 — Хосе Росси (Союз за французскую демократию, Республиканская партия, Либеральная демократия, Союз за народное движение)
- 2004—2010 — Камиль де Рокка-Серра (Союз за народное движение)
- 2010—2015 — Доминик Бушини (Французская коммунистическая партия)
- 2015—2021 — Жан Ги Таламони
- с 2021 — Мария-Антуанетта Мопертюи[1]